# 普季奇岛
普季奇岛（俄语：Остров Птичий）是圖奈恰湖中的岛，属萨哈林州科尔萨科夫区。在2016年1月前是城市文化和休息公园的一部分，受到市级保护。它不适合住人，渔民、猎人和游客定期光顾。